# Jean de Vienne (croiseur)
Pour les autres navires du même nom, voir Jean de Vienne (navire).
Le Jean de Vienne est un croiseur léger de la classe La Galissonnière lancé pour la Marine française en 1935. À Alger lors de l'armistice de 1940, il rejoint Toulon en juillet avant d'être sabordé à Toulon avec le reste de la flotte française présente.